# Charles Mintz
Charles Bear Mintz (* 5. November 1889; in Pennsylvania; † 30. Dezember 1939) in New York City war ein US-amerikanischer Filmproduzent, der zweimal für den Oscar für den besten animierten Kurzfilm nominiert war.

## Biografie
Mintz begann 1925 mit dem Film Hot Dogs als Produzent von animierten Kurzfilmen und produzierte im Laufe seiner Karriere bis zu seinem Tode rund 370 Cartoons und Zeichentrickfilme. Dabei produzierte er insbesondere für Universal Pictures und Columbia Pictures Comics wie Oswald der lustige Hase, Swing, Monkey, Swing! oder Krazy Kat.
Für Holiday Land (1934) war er bei der Oscarverleihung 1935 erstmals für einen Oscar für den besten animierten Kurzfilm nominiert. Eine weitere Nominierung in dieser Kategorie erhielt er 1938 für The Little Match Girl (1937).
Weitere bekannte Produktionen waren die frühen Walt-Disney-Filme Trolley Troubles (1927) und The Mechanical Cow (1927).